# Burrough on the Hill
Burrough on the Hill – wieś w Anglii, w hrabstwie Leicestershire, w dystrykcie Melton. Leży 19 km na wschód od miasta Leicester i 141 km na północ od Londynu.